# Zamami-jima
Zamami-jima (座間味島) est une des îles Kerama dans l'archipel Nansei au Japon dans l'océan Pacifique. Elle est connue pour ses plages, ses récifs coralliens et ses spots de plongée sous-marine. Située à une trentaine de kilomètres à l'ouest de l'île d'Okinawa, elle fait partie du village de Zamami (座間味村, Zamami-son), rattaché au district de Shimajiri dans la préfecture d'Okinawa.

## Géographie

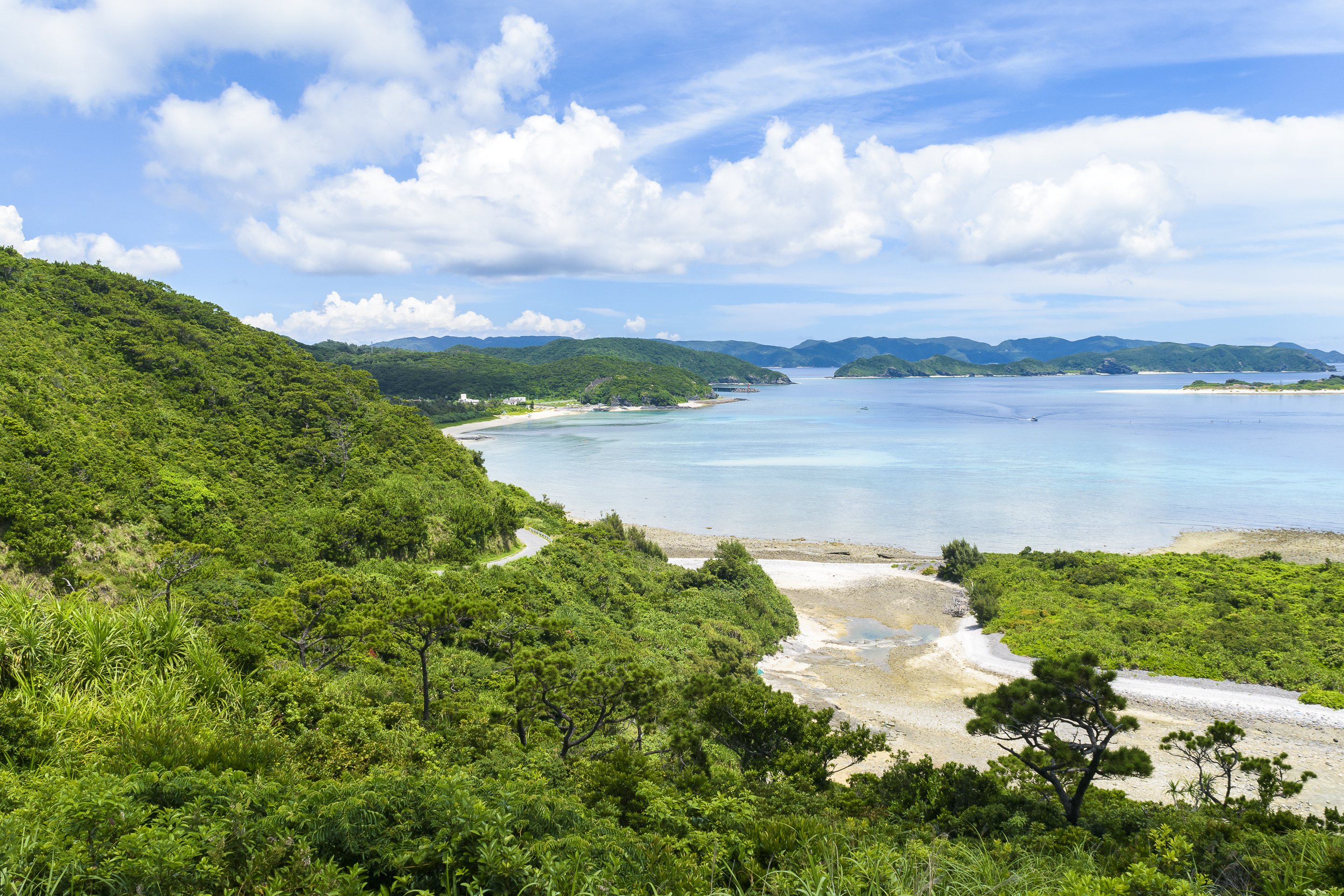
Paysage du sud-ouest de l'île.

### Situation
Zamami-jima s'étend sur 6,7 km2 pour 23 km de côtes. Assez collineuse, l'île est majoritairement recouverte par la forêt tropicale. On trouve quelques plaines consacrées à l'agriculture à proximité du port et des hameaux. Elle fait partie du parc national de Kerama Shotō, c'est donc un site Ramsar.
Elle peut être décomposée en deux parties, reliées par un isthme de 400 mètres de large. Au sud-est de cet isthme se trouve la baie d'Ago (Ago no ura). Au nord de l'île se trouvent des falaises et au sud des plages avec des récifs coralliens.

### Démographie
En 2010, Zamami-jima comptait 584 habitants répartis dans 323 foyers. En plus du village principal où se trouve le port, l'île comporte deux hameaux, Ama et Asa, situés respectivement à l'ouest et au nord-est du port.

### Géologie
Zamami-jima fait partie de l'archipel Kerama, qui est probablement le reste d'une grande chaîne de montagne s'étendant jusqu'au nord de l'île Okinawa. On pense que cette chaîne de montagne dépassait les 1 500 m il y a 1,5 million d'années. Elle se serait ensuite affaissée par subsidence, ne laissant que quelques parties émergées, dont Zamami-jima.

### Climat
Zamami-jima est soumis à un climat subtropical humide qui est globalement le même qu'à Naha, située à moins de 40 km de l'île. L'île est régulièrement frappée par les typhons (environ cinq par an). À cause des typhons, les précipitations varient beaucoup en fonction des années (2 518 mm en 2007 contre 1 640 mm en 2009), la moyenne enregistrée à Naha étant de 2 040 mm/an. L'île est soumis aux moussons d'octobre à avril. Le vent souffle en moyenne à 4 m/s.
| Mois                                | jan. | fév.  | mars  | avril | mai   | juin  | jui.  | août  | sep.  | oct.  | nov.  | déc.  | année   |
| ----------------------------------- | ---- | ----- | ----- | ----- | ----- | ----- | ----- | ----- | ----- | ----- | ----- | ----- | ------- |
| Température minimale moyenne (°C)   | 14,6 | 14,8  | 16,5  | 19    | 21,8  | 24,8  | 26,8  | 26,6  | 25,5  | 23,1  | 19,9  | 16,3  | 20,8    |
| Température moyenne (°C)            | 17   | 17,1  | 18,9  | 21,4  | 24    | 26,8  | 28,9  | 28,7  | 27,6  | 25,2  | 22,1  | 18,7  | 23,1    |
| Température maximale moyenne (°C)   | 19,5 | 19,8  | 21,7  | 24,1  | 26,7  | 29,4  | 31,8  | 31,5  | 30,4  | 27,9  | 24,6  | 21,2  | 25,7    |
| Ensoleillement (h)                  | 94,2 | 87,1  | 108,3 | 123,8 | 145,8 | 163,6 | 238,8 | 215   | 188,9 | 169,6 | 123   | 115,6 | 1 774   |
| Précipitations (mm)                 | 107  | 119,7 | 161,4 | 165,7 | 231,6 | 247,2 | 141,4 | 240,5 | 260,5 | 152,9 | 110,2 | 102,8 | 2 040,8 |
| Nombre de jours avec précipitations | 12,9 | 12,1  | 13,7  | 12    | 13    | 11,7  | 10,4  | 13,6  | 12,5  | 9,5   | 9,8   | 9,6   | 140,8   |
| Humidité relative (%)               | 67   | 70    | 73    | 76    | 79    | 83    | 78    | 78    | 76    | 71    | 69    | 66    | 74      |

## Histoire
L'île servit d'étape sur la route commerciale reliant l'île d'Okinawa à la Chine à partir du XIVe siècle. Les vaisseaux chinois repartant du royaume de Ryūkyū s'arrêtaient dans la baie d'Ago pour attendre des vents plus favorables. Au début du XXe siècle, la pêche à la bonite fut introduite à Zamami et l'île devint un haut lieu de la préparation de katsuobushi.
Pendant la seconde Guerre mondiale, à partir du 26 mai 1945, Zamami, ainsi que les autres îles Kerama, furent les premières îles japonaises à être envahies par les Américains. Ces derniers s'en servirent alors comme base afin de préparer la bataille d'Okinawa. Avant et pendant l'invasion, le gouvernement japonais ordonna aux habitants de se suicider à l'aide de grenades, ce qui continue de susciter des polémiques.

## Économie
Le tourisme, qui emploie 92 % de la population, est principalement balnéaire. De janvier à avril, de nombreux visiteurs viennent également observer les baleines à bosse (environ quatre cents individus) qui se reproduisent dans les îles Kerama.

## Éducation
Une école faisant office d'école primaire et de collège se trouve dans le village principal. Elle accueille une soixantaine d'élèves.

## Sports
En été, une régate en bateau traditionnel okinawaïen part de la plage de Furuzamami pour terminer à Naha. Cette course de près de quatre heures est disputée majoritairement par des collégiens.
En novembre a lieu un tournoi de baseball.

## Transports
L'île est accessible depuis Naha par ferry (une heure et demie de traversée ou 50 minutes avec le speedboat). Un système de bus permet de relier les deux principales plages au port pour 300 ¥. Zamami-jima comporte deux routes principales, l'une fait une boucle dans l'ouest de l'île et relie le port à Ama ainsi qu'aux principaux observatoires, l'autre s'enfonce dans la pointe orientale (mais s'arrête brutalement à quelques centaines de mètres de la mer) en passant par le hameau d'Asa.

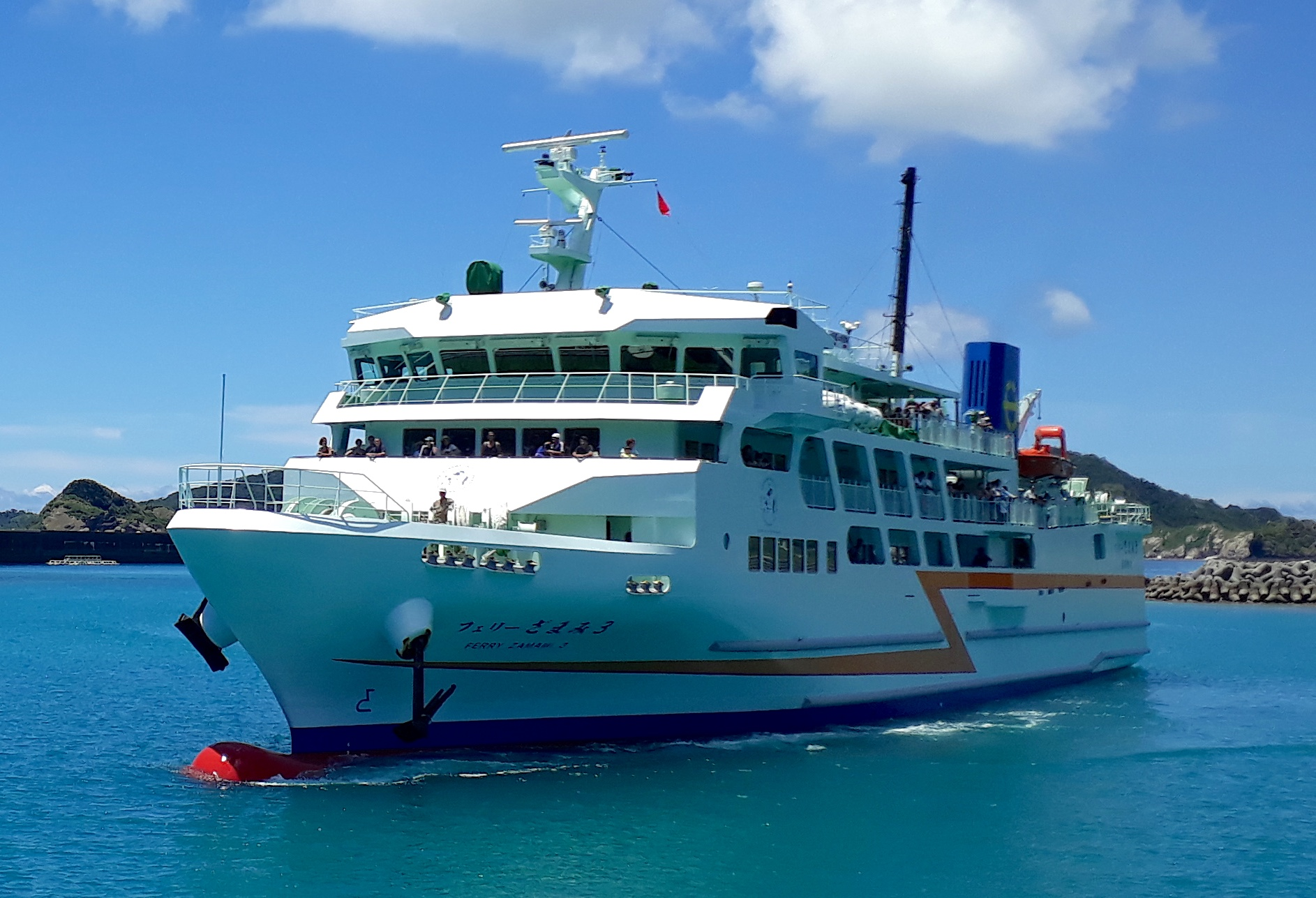
Ferry Zamami III.
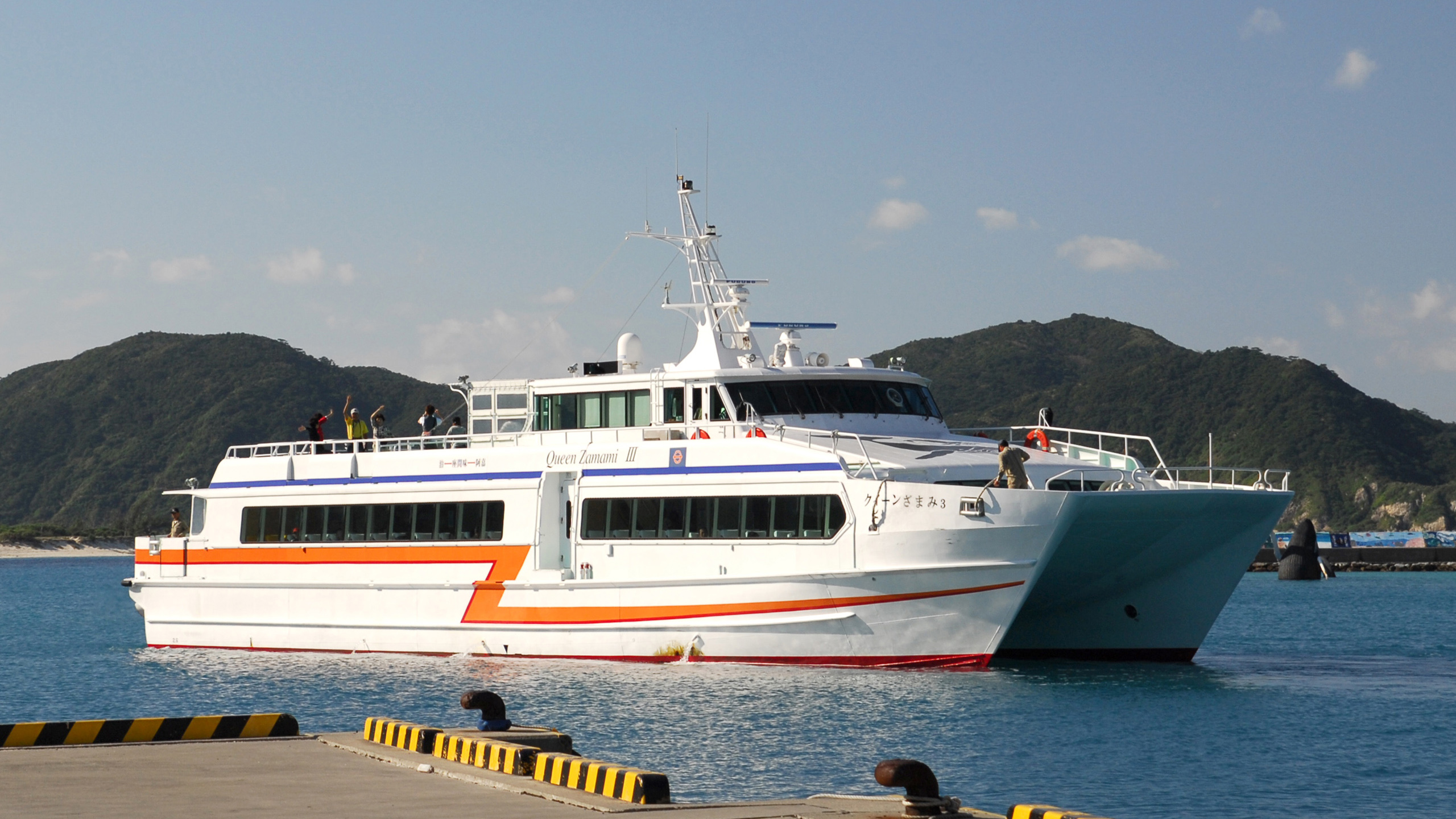
Speedboat Queen Zamami III.
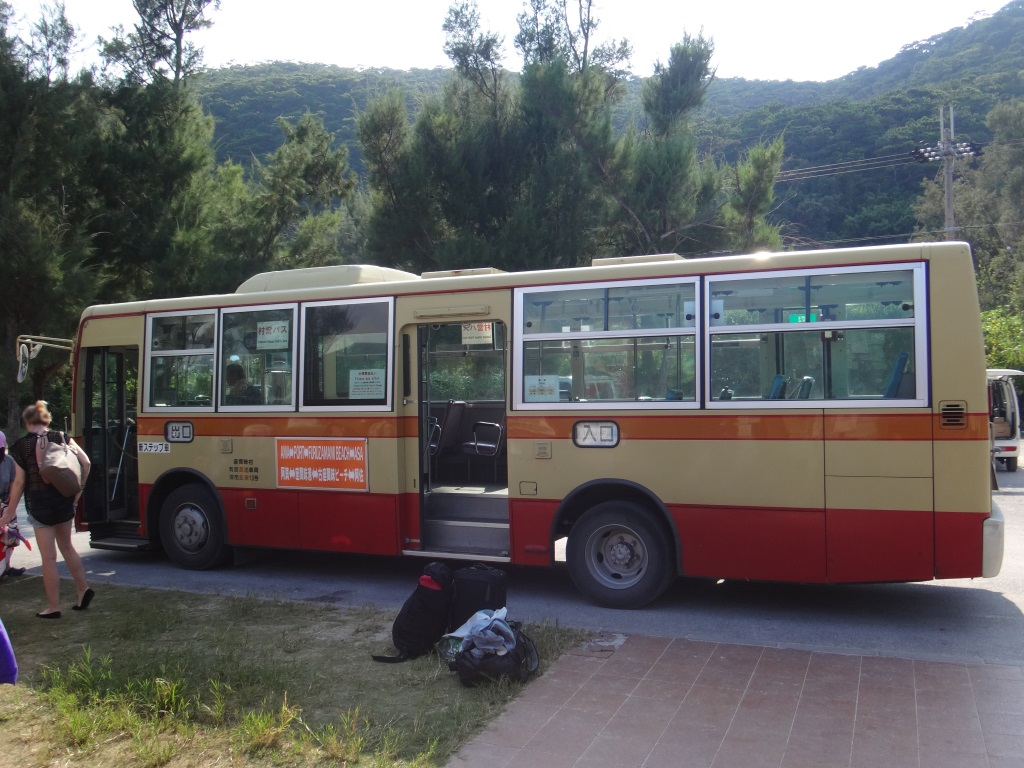
Bus à Furuzamami.
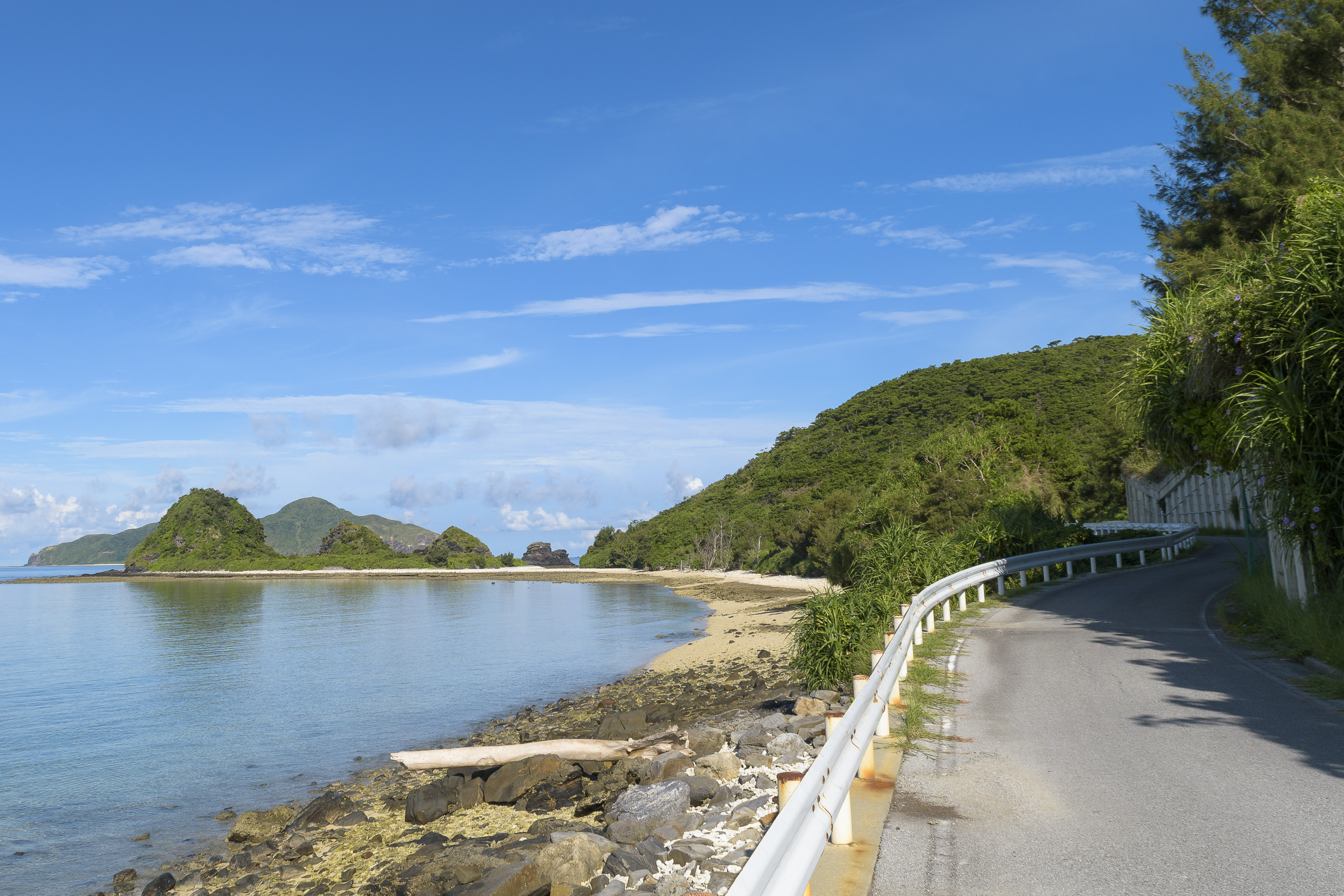
Route côtière.

## Culture locale et patrimoine

### Patrimoine naturel
Zamami-jima abrite la plupart des espèces répandues sur les îles Kerama. La faune y est cependant moins variée que sur les îles voisines d'Aka ou de Tokashiki. Le serpent habu ou le gecko Goniurosaurus kuroiwae, présents à Tokashiki-jima, ne sont pas présents à Zamami-jima. 
On y trouve les espèces animales suivantes, (liste non exhaustive) :
- le serpent Sinomicrurus japonicus ;
- les sauriens Japalura polygonata, Plestiodon marginatus ;
- diverses tortues de mer (Chelonia mydas, Caretta caretta, Eretmochelys imbricata) ;
- Chèvres, belettes.

#### Plages
L'île comporte une vingtaine de plages, celles de Furuzamami et d'Ama étant les plus populaires. De juin à septembre la température moyenne de l'eau est de 29 °C.
La plage de Furuzamami, longue d'environ 900 mètres et classée deux étoiles au guide Michelin, est celle où se concentre la majeure partie du tourisme en raison des activités nautiques (snorkeling, plongée, jet-ski) et des infrastructures (restaurant, parasols) qui y sont proposées. Elle comporte de nombreux récifs coralliens à quelques mètres de la plage et des eaux qui offrent une grande visibilité (jusqu'à 40 mètres). On y trouve notamment des poissons-clown.
La plage d'Ama, située près du camping, est moins touristique. En été on peut y observer des tortues de mer à marée haute.

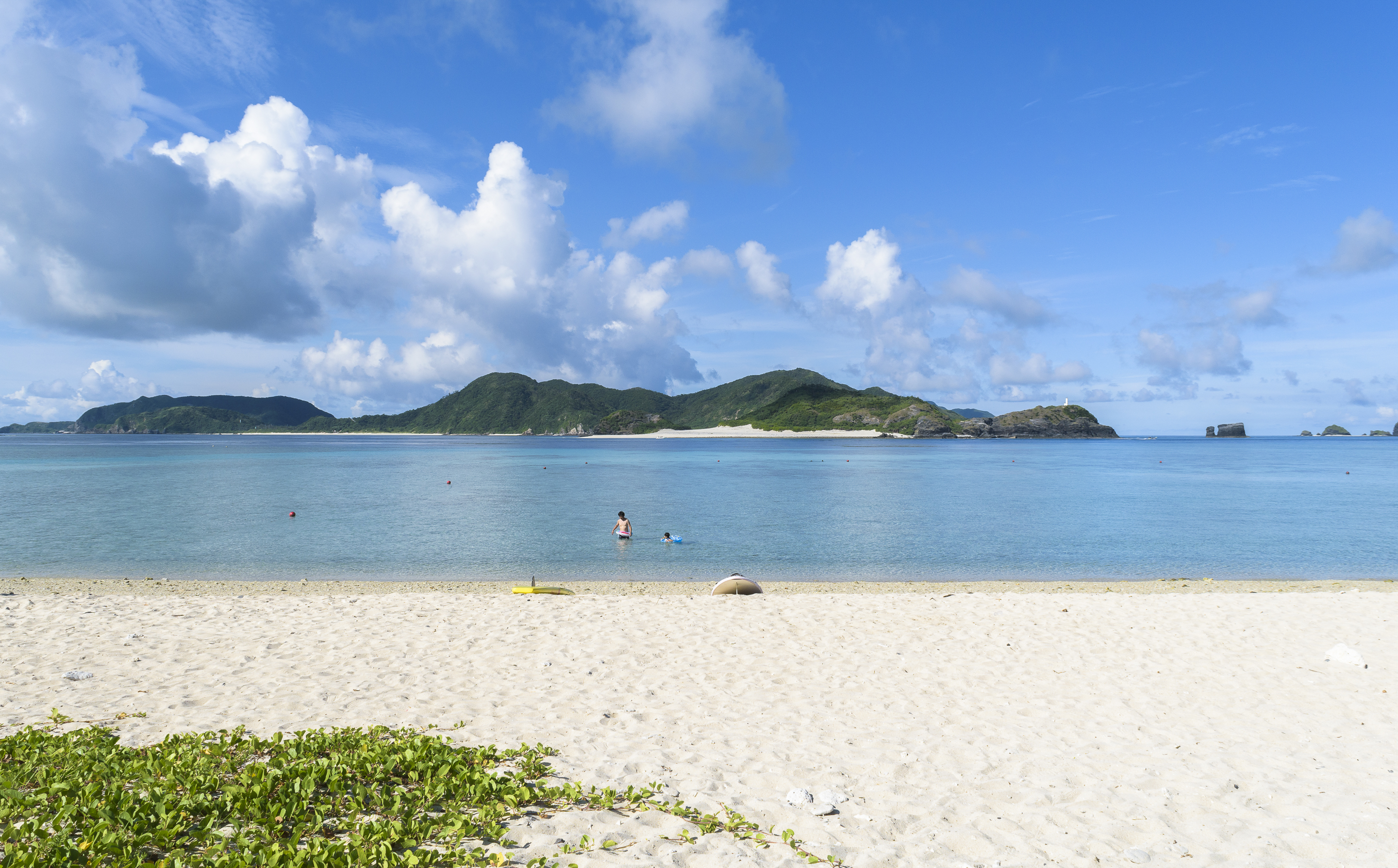
Entrée de la plage d'Ama.
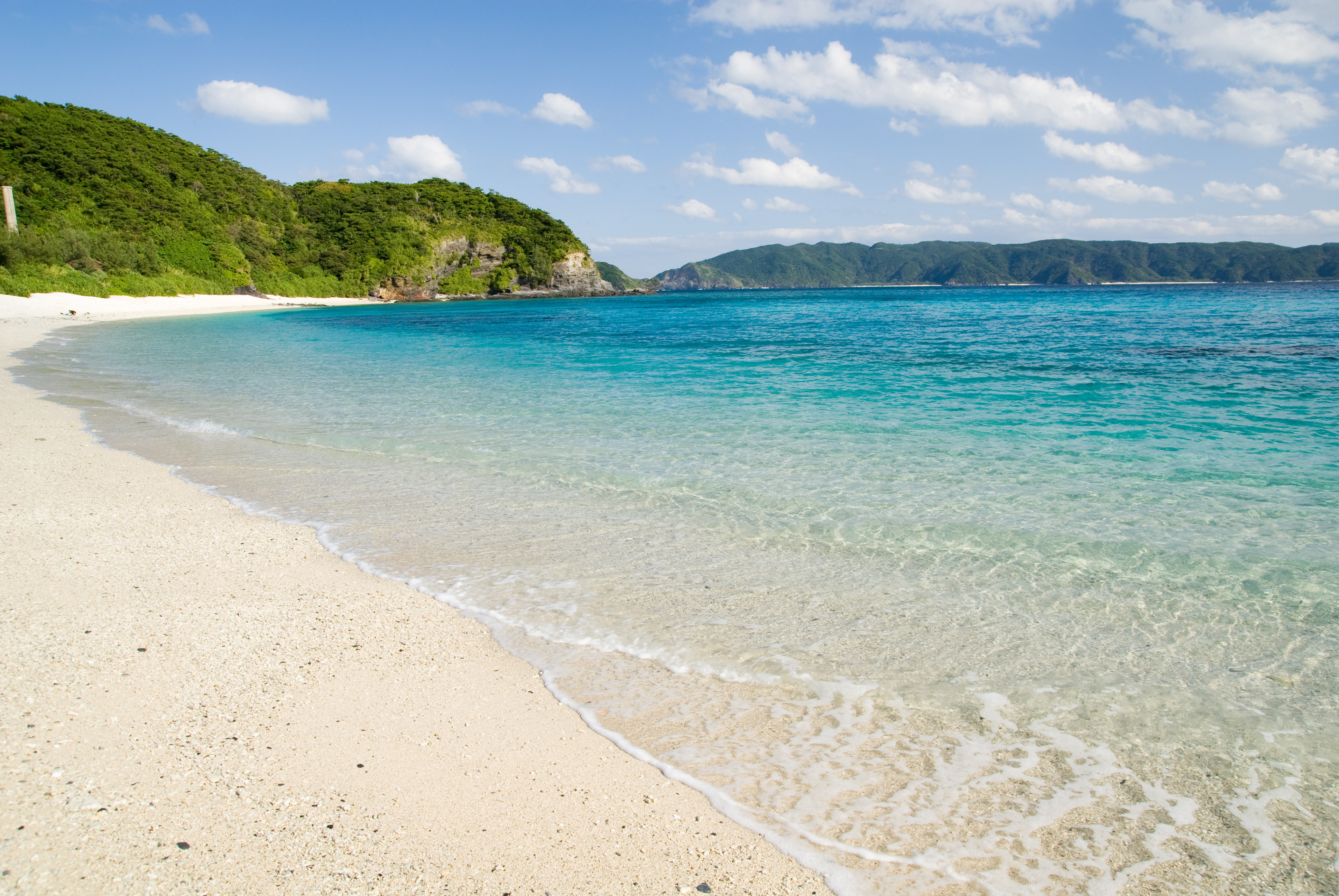
Plage de Furuzamami.
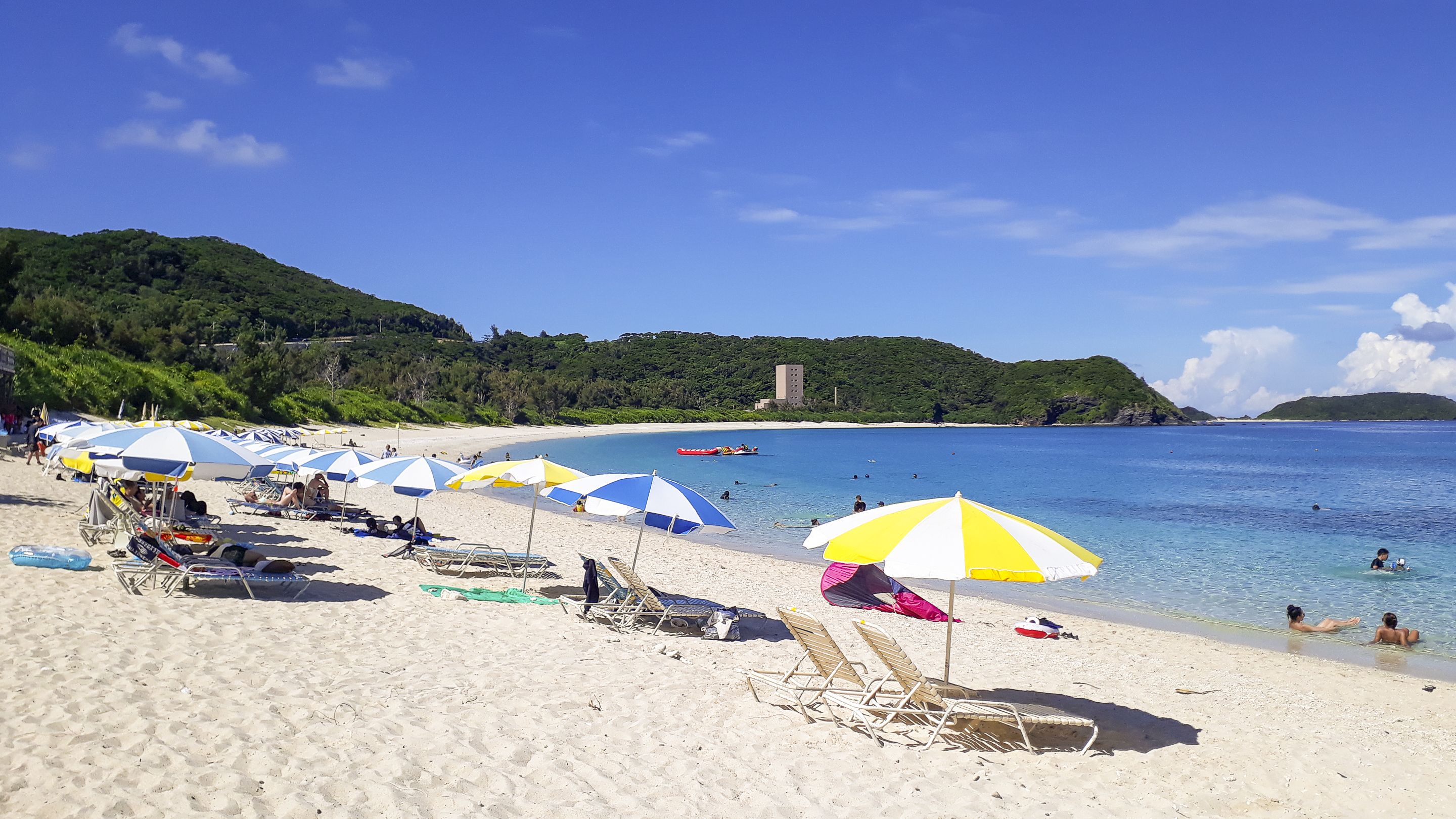
Partie touristique de Furuzamami.

Cinq observatoires se trouvent sur l'île :
- Takatsukiyama, situé au nord du port, est le plus haut (130 mètres) et surplombe la plage de Furuzamami, le port ainsi que tout l'est de l'île ;
- Kaminohama, construit en bois, offre une vue panoramique sur Ama et sa plage, ainsi que sur les îlots au sud de Zamami.
- Unajinosachi est orienté sud-ouest ;
- Inazaki, orienté au nord, possède une tour d'observation qui est utilisée pour étudier les baleines ;
- Chishi, situé au nord de l'île, est entouré de falaises.

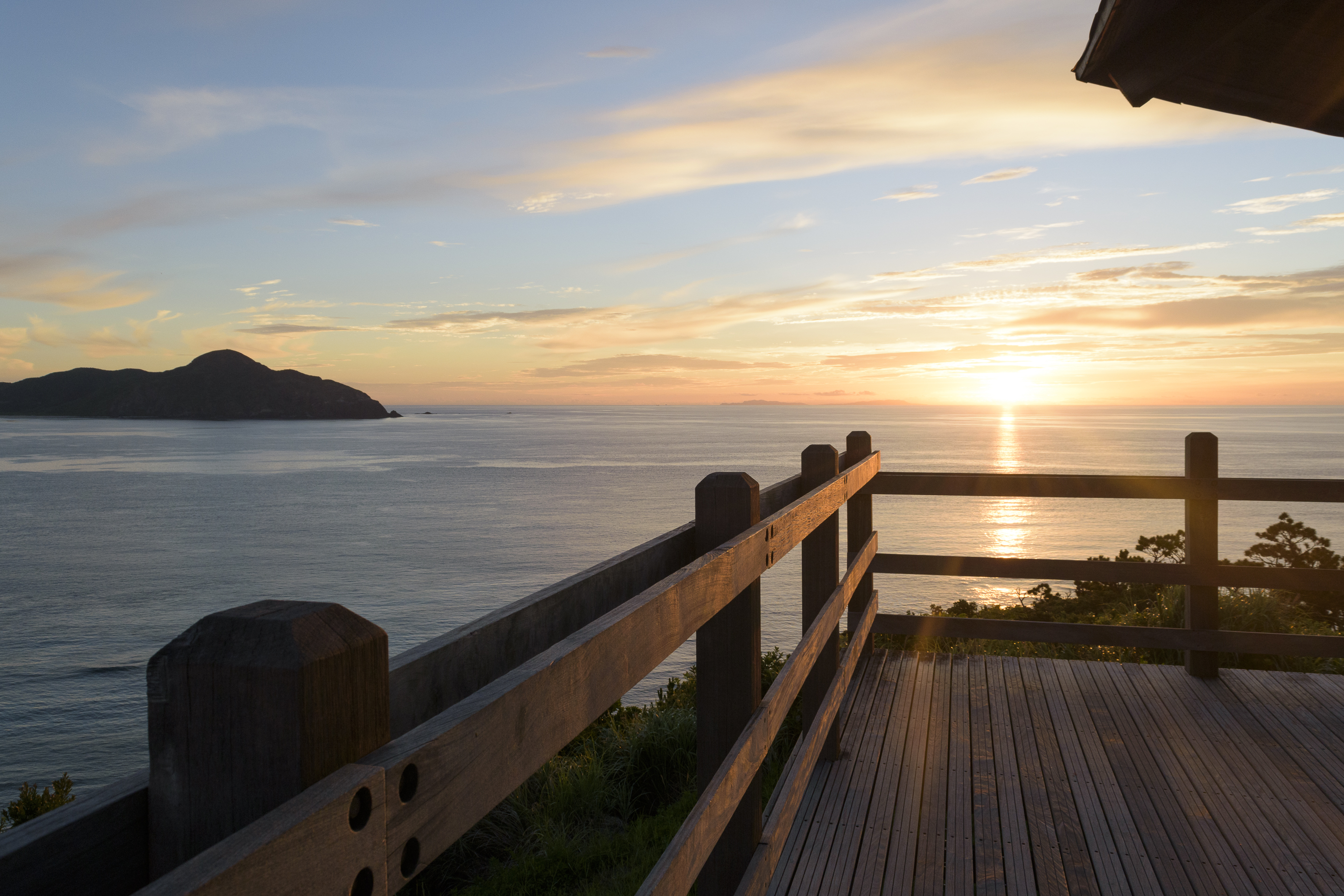
Observatoire en bois de Kaminohana.
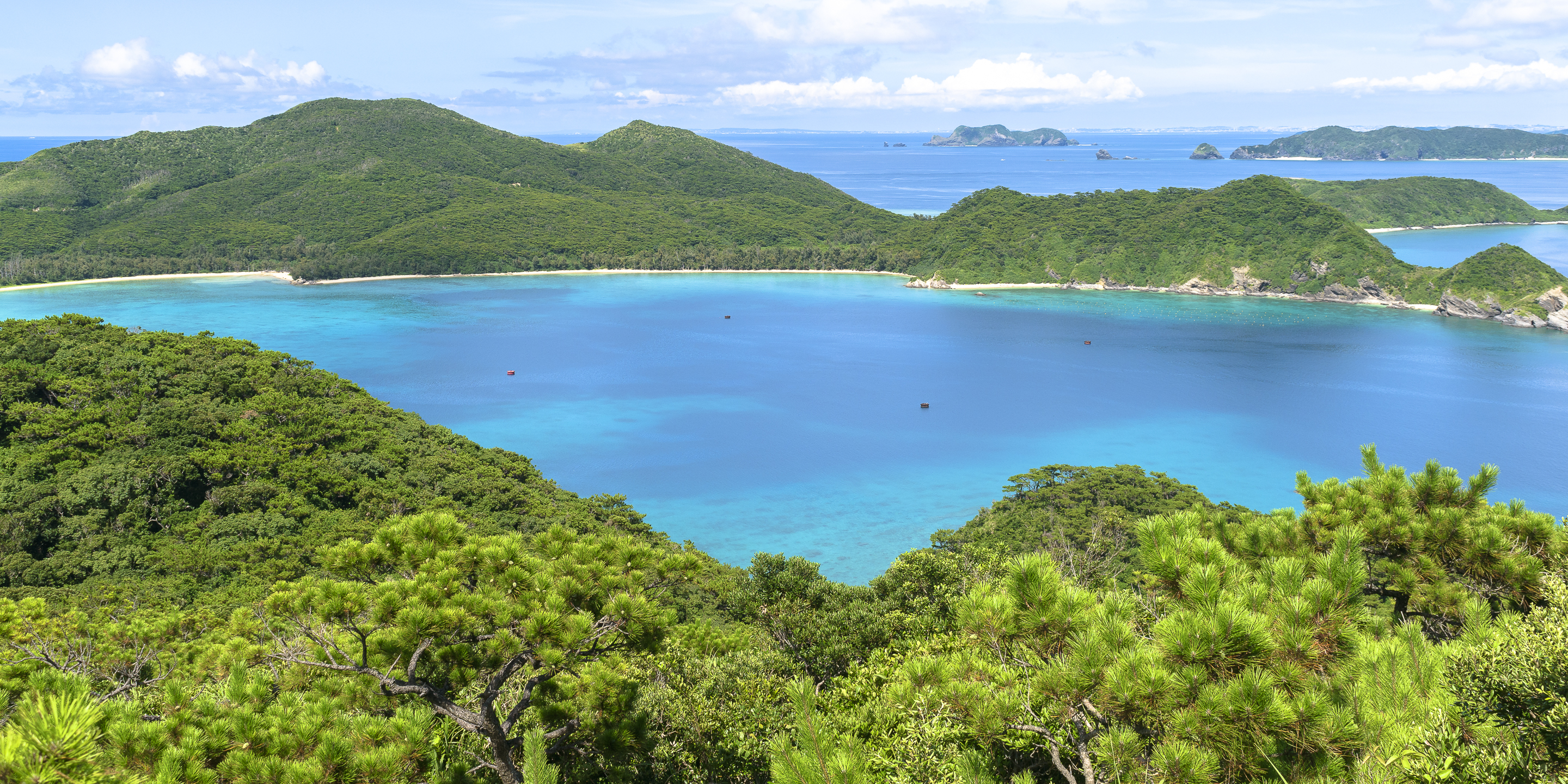
Vue sur la baie d'Ago depuis Takatsukiyama.
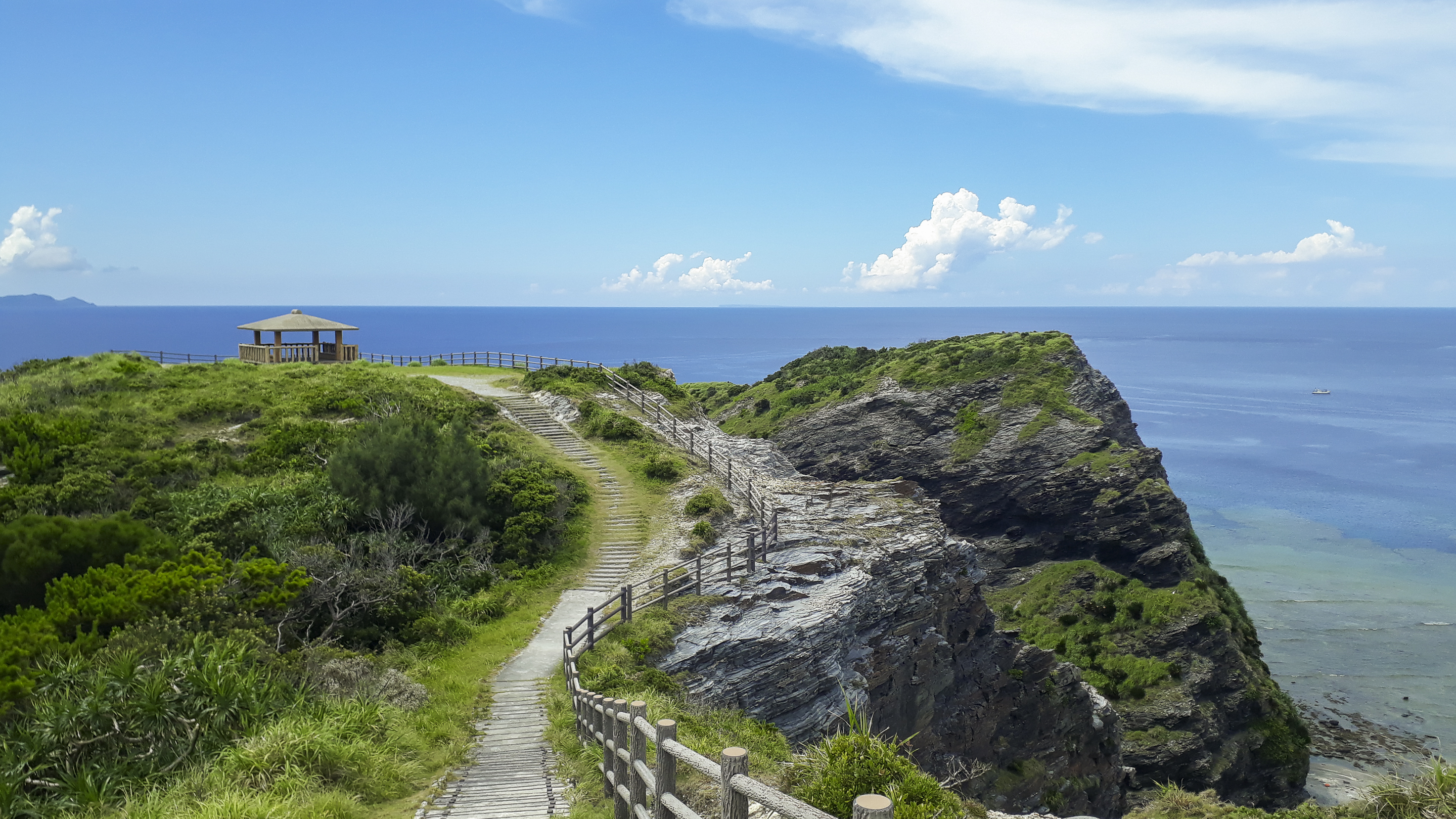
Observatoire Unajinosachi.
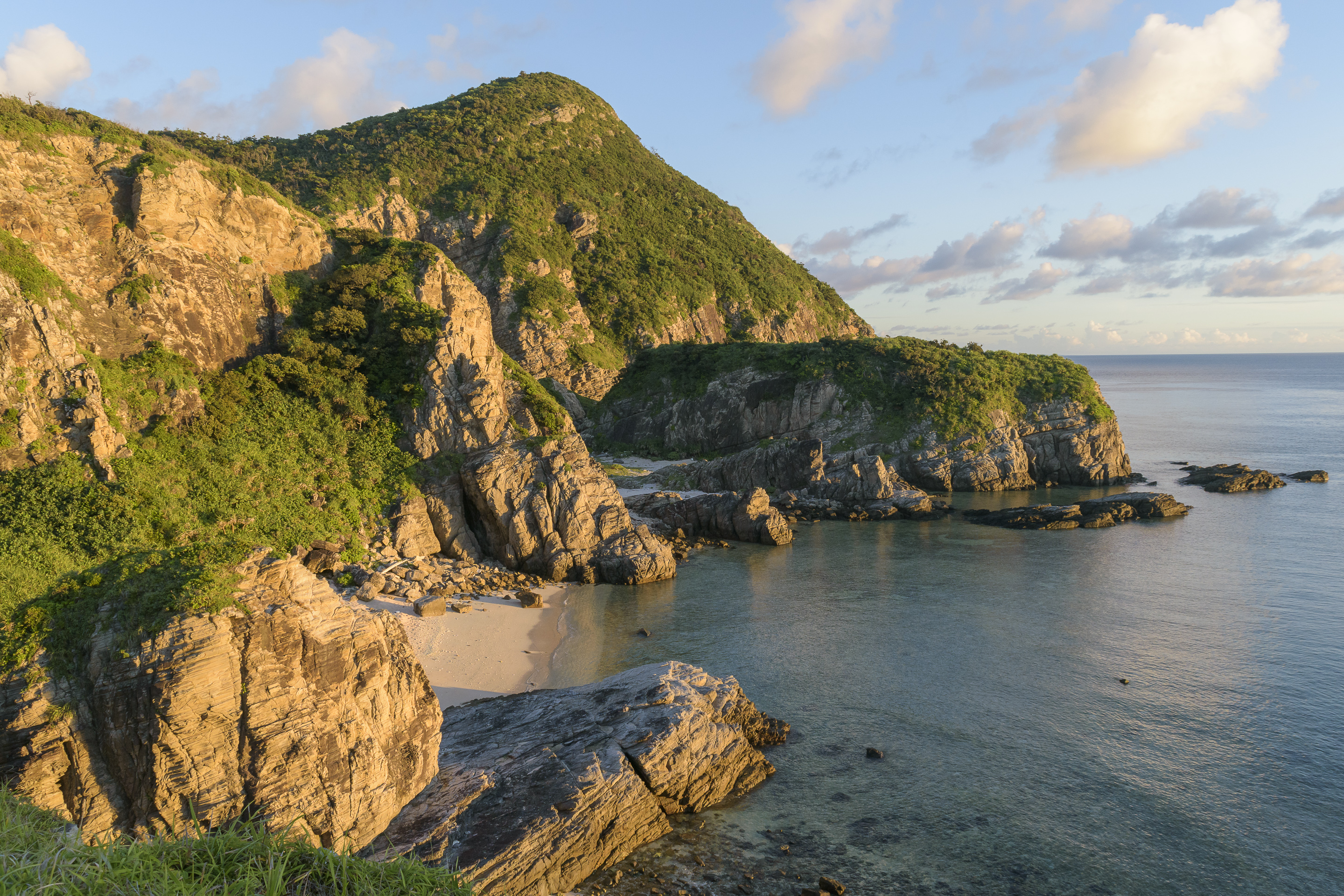
Falaises près de l'observatoire Chishi.

## Culture populaire

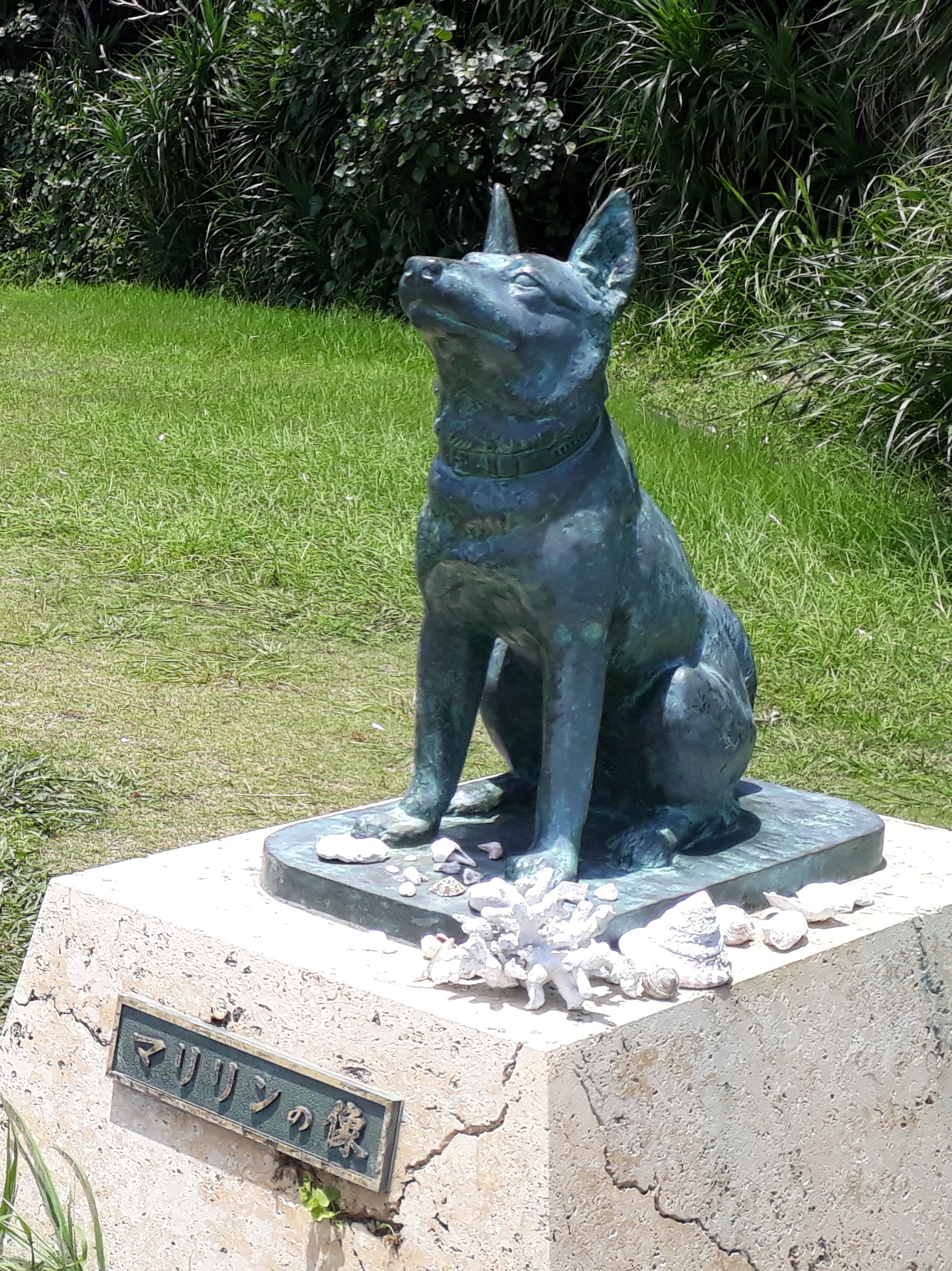
Statue de Marilyn.

L'île est célèbre pour l'histoire d'amour de Marilyn et Shiro, qui a fait l'objet d'un film : Marilyn ni aitai (マリリンに逢いたい), sorti en 1988. Ces deux chiens tombèrent amoureux en 1986 mais furent séparés quand le maître de Shiro s'installa sur l'île voisine d'Aka. Shiro décida alors de parcourir à la nage les trois kilomètres qui les séparaient de sa bien-aimée. Le soir le chien revenait auprès de son maître. Shiro fit ce trajet plusieurs fois par semaine jusqu'à sa mort en 1987. Marilyn quant à elle mourut en 2000. Depuis, on trouve une statue de Marilyn sur Zamami-jima, faisant face à celle de Shiro sur Aka-jima.
Le manga IO se déroule à Zamami.